# Eintracht Frankfurt 2020-2021 (calcio femminile)
Questa voce raccoglie le informazioni riguardanti la squadra femminile dell'Eintracht Frankfurt nelle competizioni ufficiali della stagione 2020-2021.

## Stagione
La stagione 2020-2021 della squadra femminile dell'Eintracht Francoforte è stata la prima disputata in Frauen-Bundesliga, la massima serie del campionato tedesco. Infatti, nel giugno 2020 la società ha acquisito per fusione il titolo sportivo di Frauen-Bundesliga e il parco tesserate della 1. Frauen-Fußball-Club Frankfurt. Nella stagione 2019-2020 la squadra femminile dell'Eintracht Francoforte aveva giocato nel girone sud della Regionalliga, concludendo al secondo posto. Oltre alla maggior parte delle giocatrici che erano arrivate dall'1.FFC Francoforte, sono state messe sotto contratto le esperte Merle Frohms e Virginia Kirchberger, entrambe dal Friburgo, più l'attaccante Lara Prašnikar e la giovane centrocampista Leonie Köster, mentre nel mese di gennaio è arrivata l'islandese Alexandra Jóhannsdóttir.
In campionato l'Eintracht ha concluso al sesto posto in classifica con 30 punti, frutto di 9 vittorie, tre pareggi e 10 sconfitte. La squadra è arrivata in finale di DFB-Pokal der Frauen, venendo sconfitta dal Wolfsburg ai tempi supplementari con una rete di Ewa Pajor a un paio di minuti dalla fine dei supplementari.

## Maglie
Le tenute di gioco sono le stesse dell'Eintracht Francoforte maschile.
| Casa | Trasferta |

## Rosa
Rosa e numeri come da sito ufficiale.
| N. |                     | Ruolo | Calciatrice          |
| -- | ------------------- | ----- | -------------------- |
| 1  | Germania (bandiera) | P     | Merle Frohms         |
| 2  | Brasile (bandiera)  | D     | Letícia Santos       |
| 4  | Germania (bandiera) | D     | Sophia Kleinherne    |
| 6  | Germania (bandiera) | C     | Lea Schneider        |
| 7  | Slovenia (bandiera) | A     | Lara Prašnikar       |
| 8  | Germania (bandiera) | C     | Sjoeke Nüsken        |
| 9  | Germania (bandiera) | A     | Shekiera Martinez    |
| 10 | Germania (bandiera) | A     | Laura Freigang       |
| 11 | Germania (bandiera) | C     | Saskia Matheis       |
| 12 | Germania (bandiera) | D     | Madeleine Steck      |
| 13 | Austria (bandiera)  | D     | Virginia Kirchberger |
| 14 | Svizzera (bandiera) | A     | Géraldine Reuteler   |

| N. |                        | Ruolo | Calciatrice             |
| -- | ---------------------- | ----- | ----------------------- |
| 15 | Svizzera (bandiera)    | C     | Sandrine Mauron         |
| 16 | Germania (bandiera)    | D     | Janina Hechler          |
| 17 | Germania (bandiera)    | C     | Leonie Köster           |
| 18 | Austria (bandiera)     | C     | Verena Hanshaw          |
| 19 | Germania (bandiera)    | A     | Theresa Panfil          |
| 20 | Germania (bandiera)    | D     | Laura Störzel           |
| 21 | Stati Uniti (bandiera) | P     | Bryane Heaberlin        |
| 22 | Islanda (bandiera)     | C     | Alexandra Jóhannsdóttir |
| 26 | Germania (bandiera)    | P     | Cara Bösl               |
| 27 | Austria (bandiera)     | C     | Laura Feiersinger       |
| 28 | Austria (bandiera)     | C     | Barbara Dunst           |
| 31 | Germania (bandiera)    | C     | Tanja Pawollek          |

## Calciomercato

### Sessione estiva
Tutte le restanti calciatrici della rosa sono arrivate direttamente dall'1. FFC Francoforte come d'accordi nella fusione delle società.
| Acquisti | Acquisti             | Acquisti        | Acquisti   |
| R.       | Nome                 | da              | Modalità   |
| -------- | -------------------- | --------------- | ---------- |
| P        | Merle Frohms         | Friburgo        | definitivo |
| D        | Virginia Kirchberger | Friburgo        | definitivo |
| C        | Leonie Köster        | Bayern Monaco   | definitivo |
| A        | Lara Prašnikar       | Turbine Potsdam | definitivo |

| Cessioni | Cessioni | Cessioni | Cessioni |
| R.       | Nome     | a        | Modalità |
| -------- | -------- | -------- | -------- |

### Sessione invernale
| Acquisti | Acquisti                | Acquisti   | Acquisti   |
| R.       | Nome                    | da         | Modalità   |
| -------- | ----------------------- | ---------- | ---------- |
| C        | Alexandra Jóhannsdóttir | Breiðablik | definitivo |

| Cessioni | Cessioni | Cessioni | Cessioni |
| R.       | Nome     | a        | Modalità |
| -------- | -------- | -------- | -------- |

### Operazioni successive alla sessione invernale
| Acquisti | Acquisti | Acquisti | Acquisti |
| R.       | Nome     | da       | Modalità |
| -------- | -------- | -------- | -------- |

| Cessioni | Cessioni         | Cessioni | Cessioni   |
| R.       | Nome             | a        | Modalità   |
| -------- | ---------------- | -------- | ---------- |
| P        | Bryane Heaberlin |          | svincolata |

## Risultati

### Frauen-Bundesliga

#### Girone di andata
| Arbitro: | Biehl (Siesbach) |

|                                                                  |           |            |
| Reuteler 32’ Freigang 35’, 53’ (rig.) Prašnikar 65’ Pawollek 67’ | Marcatori | 15’ Gidion |

| Arbitro: | Schwermer (Rieder) |

|           |           |                                                  |
| Anyomi 7’ | Marcatori | 27’ (rig.) Feiersinger 40’ Aschauer 75’ Freigang |

| Francoforte sul Meno 27 settembre 2020, ore 14:00 CEST 3ª giornata | Eintracht Francoforte | 0 – 0 referto | Hoffenheim | Stadion am Brentanobad (360 spett.)\| Arbitro: \| Duske (Leverkusen) \| |
| Arbitro:                                                           | Duske (Leverkusen)    |               |            |                                                                         |

| Arbitro: | Weigelt (Lipsia) |

|  |           |                                         |
|  | Marcatori | 43’, 56’ Freigang 75’ Störzel 83’ Küver |

| Arbitro: | Rafalski (Baunatal) |

|                         |           |                 |
| Freigang 4’, 90’ (rig.) | Marcatori | 9’, 62’ Nikolić |

| Arbitro: | Appelmann (Alzey) |

|                                    |           |                   |
| Georgieva 15’ Hoppius 77’ Loos 80’ | Marcatori | 39’, 51’ Freigang |

| Arbitro: | Wacker (Marbach am Neckar) |

|  |           |           |
|  | Marcatori | 3’ Bürger |

| Arbitro: | Heidenreich (Sereetz) |

|  |           |                                        |
|  | Marcatori | 19’ Pawollek 52’ Reuteler 62’ Freigang |

| Arbitro: | Westerhoff (Bochum) |

|  |           |                 |
|  | Marcatori | 76’ Chmielinski |

| Arbitro: | Kunkel (Amburgo) |

|                                               |           |  |
| Wedemeyer 9’ Oberdorf 64’ Goeßling 75’ (rig.) | Marcatori |  |

| Arbitro: | Michel (Gau-Odernheim) |

|  |           |             |
|  | Marcatori | 64’ Lohmann |

#### Girone di ritorno
| Arbitro: | Derlin (Bad Schwartau) |

|  |           |                                                                  |
|  | Marcatori | 3’ Prašnikar 27’ Pawollek 56’ Reuteler 79’ Freigang 86’ Martinez |

| Arbitro: | Michel (Gau-Odernheim) |

|                                                   |           |             |
| Pawollek 17’ Freigang 27’ (rig.) Räcke 81’ (aut.) | Marcatori | 35’ Sterner |

| Arbitro: | Heimann (Gladbeck) |

|                     |           |  |
| Harsch 7’ Billa 26’ | Marcatori |  |

| Arbitro: | Kunkel (Amburgo) |

|               |           |              |
| Prašnikar 83’ | Marcatori | 33’ Endemann |

| Arbitro: | Hussein (Bad Harzburg) |

|                                      |           |                           |
| Tanaka 7’, 69’ Kleinherne 76’ (aut.) | Marcatori | 12’ Freigang 25’ Pawollek |

| Arbitro: | Diekmann (Dortmund) |

|                                            |           |  |
| Prašnikar 8’ Freigang 22’, 69’ (rig.), 72’ | Marcatori |  |

| Arbitro: | Joos (Leinfelden-Echterdingen) |

|  |           |                                           |
|  | Marcatori | 59’ Feiersinger 74’ Pawollek 87’ Martinez |

| Arbitro: | Westerhoff (Bochum) |

|                                 |           |  |
| Feiersinger 20’ Nüsken 34’, 44’ | Marcatori |  |

| Arbitro: | Heidenreich (Sereetz) |

|                             |           |                 |
| Orschmann 16’ Holmgaard 58’ | Marcatori | 40’ Feiersinger |

| Arbitro: | Wacker (Marbach am Neckar) |

|                            |           |                                        |
| Prašnikar 48’ Freigang 56’ | Marcatori | 1’ Rolfö 30’ Pajor 55’ (aut.) Pawollek |

| Arbitro: | Rafalski (Baunatal) |

|                                                   |           |  |
| Dallmann 17’, 25’ Störzel 65’ (aut.) Schüller 90’ | Marcatori |  |

### DFB-Pokal der Frauen
| Arbitro: | Appelmann (Alzey) |

|  |           |                                                                                          |
|  | Marcatori | 4’, 45’, 90’ Freigang 12’ (rig.) Feiersinger 23’ Reuteler 57’ Pawollek 63’, 73’ Martinez |

| Arbitro: | Wacker (Marbach am Neckar) |

|  |           |                                                      |
|  | Marcatori | 10’ Reuteler 55’ Kirchberger 57’ Dunst 72’ Prašnikar |

| Arbitro: | Duske (Leverkusen) |

|              |           |                                                              |
| Hornberg 14’ | Marcatori | 9’, 48’ Reuteler 35’, 60’, 69’ Dunst 79’ Freigang 81’ Mauron |

| Arbitro: | Heimann (Gladbeck) |

|                         |           |            |
| Prašnikar 47’ Küver 62’ | Marcatori | 13’ Müller |

| Arbitro: | Derlin (Bad Schwartau) |

|  |           |            |
|  | Marcatori | 118’ Pajor |

## Statistiche

### Statistiche di squadra
| Competizione         | Punti | In casa | In casa | In casa | In casa | In casa | In casa | In trasferta | In trasferta | In trasferta | In trasferta | In trasferta | In trasferta | Totale | Totale | Totale | Totale | Totale | Totale | DR  |
| Competizione         | Punti | G       | V       | N       | P       | Gf      | Gs      | G            | V            | N            | P            | Gf           | Gs           | G      | V      | N      | P      | Gf     | Gs     | DR  |
| -------------------- | ----- | ------- | ------- | ------- | ------- | ------- | ------- | ------------ | ------------ | ------------ | ------------ | ------------ | ------------ | ------ | ------ | ------ | ------ | ------ | ------ | --- |
| Frauen-Bundesliga    | 30    | 11      | 4       | 3       | 4       | 20      | 11      | 11           | 5            | 0            | 6            | 23           | 18           | 22     | 9      | 3      | 10     | 43     | 29     | +14 |
| DFB-Pokal der Frauen | -     | 1       | 1       | 0       | 0       | 2       | 1       | 3            | 3            | 0            | 0            | 19           | 1            | 5      | 4      | 0      | 1      | 21     | 3      | +18 |
| Totale               | -     | 12      | 5       | 3       | 4       | 22      | 12      | 14           | 8            | 0            | 6            | 42           | 19           | 27     | 13     | 3      | 11     | 64     | 32     | +32 |

### Andamento in campionato
| Giornata  | 1 | 2 | 3 | 4 | 5 | 6 | 7 | 8 | 9 | 10 | 11 | 12 | 13 | 14 | 15 | 16 | 17 | 18 | 19 | 20 | 21 | 22 |
| --------- | - | - | - | - | - | - | - | - | - | -- | -- | -- | -- | -- | -- | -- | -- | -- | -- | -- | -- | -- |
| Luogo     | C | T | C | T | C | T | C | T | C | T  | C  | T  | C  | T  | C  | T  | C  | T  | C  | T  | C  | T  |
| Risultato | V | V | P | V | P | P | P | V | P | P  | P  | V  | V  | P  | N  | P  | V  | V  | V  | P  | P  | P  |
| Posizione | 1 | 1 | 3 | 3 | 4 | 4 | 4 | 4 | 5 | 5  | 7  | 6  | 6  | 6  | 6  | 7  | 6  | 6  | 6  | 6  | 6  | 6  |

Legenda:

Luogo: C = Casa; T = Trasferta. Risultato: V = Vittoria; N = Pareggio; P = Sconfitta.

### Statistiche delle giocatrici
| Giocatore        | Frauen-Bundesliga | Frauen-Bundesliga | Frauen-Bundesliga | Frauen-Bundesliga | DFB-Pokal der Frauen | DFB-Pokal der Frauen | DFB-Pokal der Frauen | DFB-Pokal der Frauen | Totale   | Totale | Totale      | Totale     |
| Giocatore        | Presenze          | Reti              | Ammonizioni       | Espulsioni        | Presenze             | Reti                 | Ammonizioni          | Espulsioni           | Presenze | Reti   | Ammonizioni | Espulsioni |
| ---------------- | ----------------- | ----------------- | ----------------- | ----------------- | -------------------- | -------------------- | -------------------- | -------------------- | -------- | ------ | ----------- | ---------- |
| C. Bösl          | 1                 | -2                | 0                 | 0                 | 0                    | 0                    | 0                    | 0                    | 1        | -2     | 0           | 0          |
| B. Dunst         | 21                | 0                 | 1                 | 0                 | 4                    | 4                    | 0                    | 0                    | 25       | 4      | 1           | 0          |
| L. Feiersinger   | 15                | 4                 | 0                 | 0                 | 5                    | 1                    | 0                    | 0                    | 20       | 5      | 0           | 0          |
| L. Freigang      | 22                | 17                | 1                 | 0                 | 5                    | 4                    | 0                    | 0                    | 27       | 21     | 1           | 0          |
| M. Frohms        | 21                | -27               | 0                 | 0                 | 5                    | -3                   | 0                    | 0                    | 26       | -30    | 0           | 0          |
| V. Hanshaw       | 13                | 1                 | 1                 | 0                 | -                    | -                    | -                    | -                    | 13       | 1      | 1           | 0          |
| B. Heaberlin     | 0                 | 0                 | 0                 | 0                 | 0                    | 0                    | 0                    | 0                    | 0        | 0      | 0           | 0          |
| J. Hechler       | 18                | 0                 | 1                 | 0                 | 5                    | 0                    | 0                    | 0                    | 23       | 0      | 1           | 0          |
| A. Jóhannsdóttir | 7                 | 0                 | 1                 | 0                 | 2                    | 0                    | 0                    | 0                    | 9        | 0      | 1           | 0          |
| V. Kirchberger   | 15                | 0                 | 3                 | 0                 | 5                    | 1                    | 0                    | 0                    | 20       | 1      | 3           | 0          |
| S. Kleinherne    | 22                | 0                 | 1                 | 0                 | 5                    | 0                    | 1                    | 0                    | 27       | 0      | 2           | 0          |
| L. Köster        | 6                 | 0                 | 1                 | 0                 | 2                    | 0                    | 0                    | 0                    | 8        | 0      | 1           | 0          |
| C. Küver         | 16                | 1                 | 0                 | 0                 | 5                    | 1                    | 0                    | 0                    | 21       | 2      | 0           | 0          |
| S. Martinez      | 13                | 2                 | 0                 | 0                 | 3                    | 2                    | 0                    | 0                    | 16       | 4      | 0           | 0          |
| S. Matheis       | 1                 | 0                 | 0                 | 0                 | -                    | -                    | -                    | -                    | 1        | 0      | 0           | 0          |
| S. Mauron        | 16                | 0                 | 0                 | 0                 | 3                    | 1                    | 0                    | 0                    | 19       | 1      | 0           | 0          |
| S. Nüsken        | 22                | 2                 | 1                 | 0                 | 4                    | 0                    | 0                    | 0                    | 26       | 2      | 1           | 0          |
| T. Panfil        | 12                | 0                 | 0                 | 0                 | 3                    | 0                    | 0                    | 0                    | 15       | 0      | 0           | 0          |
| T. Pawollek      | 21                | 0                 | 4                 | 0                 | 5                    | 1                    | 0                    | 0                    | 26       | 1      | 4           | 0          |
| L. Prašnikar     | 20                | 5                 | 3                 | 0                 | 4                    | 2                    | 0                    | 0                    | 24       | 7      | 3           | 0          |
| G. Reuteler      | 15                | 3                 | 4                 | 0                 | 3                    | 4                    | 0                    | 0                    | 18       | 7      | 4           | 0          |
| L. Santos        | 9                 | 0                 | 0                 | 0                 | 3                    | 0                    | 1                    | 0                    | 12       | 0      | 1           | 0          |
| L. Schneider     | 0                 | 0                 | 0                 | 0                 | -                    | -                    | -                    | -                    | 0        | 0      | 0           | 0          |
| M. Steck         | 2                 | 0                 | 0                 | 0                 | 2                    | 0                    | 0                    | 0                    | 4        | 0      | 0           | 0          |
| L. Störzel       | 16                | 1                 | 1                 | 0                 | 4                    | 0                    | 0                    | 0                    | 20       | 1      | 1           | 0          |